# Percocypris pingi
Percocypris pingi är en fiskart som först beskrevs av Tchang, 1930.  Percocypris pingi ingår i släktet Percocypris och familjen karpfiskar. IUCN kategoriserar arten globalt som nära hotad. Inga underarter finns listade i Catalogue of Life.